# Angelo Baldassarri (patriota)
Angelo Baldassarri (Sale Marasino, 9 marzo 1832 – Brescia, 5 aprile 1864) è stato un patriota e militare italiano, fu uno dei 1089 componenti della Spedizione dei Mille guidata da Giuseppe Garibaldi.

## Biografia
Nacque nel 1832 a Sale Marasino da Felice e di Bartolomea Felicini  .
Di professione panettiere, durante la guerra del 1859 si arruolò volontariamente nel 59º reggimento dell'esercito piemontese e si distinse a Magenta e a San Martino. Fu uno dei 1089 componenti della Spedizione dei Mille nella campagna dell'Italia meridionale del 1860, incorporato come sergente nei Carabinieri genovesi, fu ferito gravemente a tal punto che fu congedato per infermità contratta durante il servizio. Morì a Brescia, quattro anni dopo, per i postumi delle ferite all'Ospedale Civile di Brescia.